# كيمبرلي أماتو
كيمبرلي أماتو (بالإنجليزية: Kimberly Amato)‏ هي ممثلة أمريكية، ولدت في 3 يوليو 1976.

## وصلات خارجية
- كيمبرلي أماتو على موقع IMDb (الإنجليزية)